# Jonthodina
Jonthodina is een kevergeslacht uit de familie van de boktorren (Cerambycidae). De wetenschappelijke naam van het geslacht werd voor het eerst geldig gepubliceerd in 1911 door Achard.

## Soorten
Jonthodina is monotypisch en omvat slechts de volgende soort:
- Jonthodina sculptilis (White, 1853)